# Jan Lammers
Jan Lammers, nizozemski dirkač Formule 1, * 2. junij, 1956, Zandvoort, Nizozemska.
Johannes Lammers, bolj znan kot Jan Lammers, je upokojeni nizozemski dirkač Formule 1. Debitiral je v sezoni 1979 in na Veliki nagradi Kanade osvojil deveto mesto, svojo najboljšo uvrstitev kariere. V sezoni 1980 ne ni kvalificiral na več kot polovico dirk, v sezoni 1981 je dirkal le na štirih dirkah, v sezoni 1982 pa na šestih. Leta 1988 je zmagal na dirki 24 ur Le Mansa. Nato je sledil kar devetletni premor do sezone 1992, ko je nastopil še na dveh dirkah, nato pa se je upokojil. 

## Popolni rezultati Svetovnega prvenstva Formule 1
(legenda) (odebeljene dirke pomenijo najboljši štartni položaj, poševne pa najhitrejši krog, †-uvrščen kljub odstopu)
| Leto | Moštvo                    | Šasija        | Motor     | 1        | 2       | 3       | 4        | 5       | 6       | 7        | 8      | 9       | 10      | 11      | 12      | 13      | 14      | 15      | 16     | Prv | Toč |
| ---- | ------------------------- | ------------- | --------- | -------- | ------- | ------- | -------- | ------- | ------- | -------- | ------ | ------- | ------- | ------- | ------- | ------- | ------- | ------- | ------ | --- | --- |
| 1979 | Samson Shadow Racing Team | Shadow DN9    | Ford V8   | ARG Ret  | BRA 14  | JAR Ret | ZZDA Ret | ŠPA 12  | BEL 10  | MON DNQ  | FRA 18 | VB 11   | NEM 10  | AVT Ret | NIZ Ret | ITA DNQ | KAN 9   | ZDA DNQ |        | NC  | 0   |
| 1980 | Team ATS                  | ATS D3        | Ford V8   | ARG DNQ  | BRA DNQ | JAR DNQ |          |         |         |          |        |         |         |         |         |         |         |         |        | NC  | 0   |
| 1980 | Team ATS                  | ATS D4        | Ford V8   |          |         |         | ZZDA Ret | BEL 12  | MON NC  |          |        |         |         |         |         |         |         |         |        | NC  | 0   |
| 1980 | Unipart Racing Team       | Ensign N180   | Ford V8   |          |         |         |          |         |         | FRA DNQ  | VB DNQ | NEM 14  | AVT DNQ | NIZ DNQ | ITA DNQ | KAN 12  | ZDA Ret |         |        | NC  | 0   |
| 1981 | Team ATS                  | ATS D4        | Ford V8   | ZZDA Ret | BRA DNQ | ARG 12  |          |         |         |          |        |         |         |         |         |         |         |         |        | NC  | 0   |
| 1981 | Team ATS                  | ATS HGS       | Ford V8   |          |         |         | SMR DNQ  | BEL     | MON     | ŠPA      | FRA    | VB      | NEM     | AVT     | NIZ     | ITA     | KAN     | LVE     |        | NC  | 0   |
| 1982 | Theodore Racing Team      | Theodore TY02 | Ford V8   | JAR      | BRA     | ZZDA    | SMR      | BEL DNQ | MON DNQ | VZDA DNQ | KAN    | NIZ Ret | VB DNQ  | FRA DNQ | NEM     | AVT     | ŠVI     | ITA     | LVE    | NC  | 0   |
| 1992 | March F1                  | March CG911   | Ilmor V10 | JAR      | MEH     | BRA     | ŠPA      | SMR     | MON     | KAN      | FRA    | VB      | NEM     | MAD     | BEL     | ITA     | POR     | JAP Ret | AVS 12 | NC  | 0   |